# كرومبوك بكسل
كروم-بوك بكسل (بالإنجليزية: Chromebook Pixel) هو لابتوب من الفئة العليا يعمل بنظام تشغيل كروم أو إس ضمن عائلة حواسيب كرومبوك. أعُلن عن الجهاز وُطرح في الأسواق في 21 فبراير 2013. يحمل الجهاز ذاكرة وصول عشوائي سعتها 4 گيگا بايت ودقة شاشة عالية جدًّا حجمها 2,560 × 1,700 ، وشاشة يبلغ قطرها 12.86 بوصة.